# Хаванська Надія Володимирівна
Надія Володимирівна Хаванська (нар. 2 квітня 1989) — українська футболістка, півзахисниця харківського «Житлобуду-1». Виступає за збірну України.

## Життєпис
На початку кар'єри виступала за клуб «Зоря-Спартак» (Луганськ). У 2008 році перейшла до «Іллічівки» (Маріуполь). Дебютним голом за колектив з Маріуполя відзначилася 23 травня 2009 року на 85-й хвилині переможного (5:0) домашнього поєдинку 5-о туру чемпіонату України проти «Ятрань-Берестівця». У команді провела два сезони. У 2011 році підсилила «Ятрань-Берестівець», за який дебютувала 30 квітня 2011 року в програному (1:2) виїзному поєдинку 1-о туру чемпіонату України проти «Нафтохіміка». Надія вийшла на поле в стартовому складі та відіграла увесь матч. У команді провела один сезон, зіграла у 6-и матчах (3 голи) чемпіонату України.
Влітку 2011 року перейшла в російський клуб «Рязань-ВДВ», за який дебютувала 28 серпня того ж року в переможному (1:0) виїзному поєдинку 15-о туру чемпіонату Росії проти «Ізмайлово». Хаванська вийшла на поле в стартовому складі та відіграла увесь матч, а на 56-й хвилині отримала жовту картку. Єдиним голом за рязанський клуб відзначилася 13 жовтня 2013 року на 79-й хвилині переможного (8:1) домашнього поєдинку 10-о туру вищої ліги чемпіонату Росії проти «Мордовочки». Надія вийшла на поле на 65-й хвилині, замінивши Людмилу Пекур. У «Рязані-ВДВ» провела два з половиною роки, зіграла 34 матчі і відзначилася 1 голом у вищій лізі Росії. У сезоні 2013 року стала чемпіонкою Росії. Станом на 2015 рік грала в першій лізі Росії за «Дончанку» (Азов).
З 2017 року виступає за клуб «Житлобуд-1». Дебютувала за харківський клуб 22 квітня 2017 року в 1-у турі чемпіонату України проти «Родини-Ліцей». Хаванська вийшла на поле в стартовому складі та відіграла увесь матч. Дебютним голом за «Житлобуд-1» відзначилася 30 квітня 2017 року на 9-й хвилині переможного (9:0) домашнього поєдинку 2-о туру чемпіонату України проти «Злагоди-Дніпра-1». Надія вийшла на поле в стартовому складі, а на 62-й хвилині її замінила Марія Тихонова Чемпіонка України сезону 2017/18, срібний призер чемпіонату 2017 року, володарка Кубка України 2018 року.
Виступає за національну збірну України, зіграла не менше 5 матчів.